# Superstudio
Superstudio è stato uno studio di architettura fondato da un gruppo di architetti neolaureati, nel 1966 a Firenze.

## Storia
I principali architetti erano Adolfo Natalini e Cristiano Toraldo di Francia, a cui si aggiungono Roberto Magris, Alessandro Magris, Gian Piero Frassinelli e Alessandro Poli. Insieme agli Archizoom Associati, a Gianni Pettena, a Lapo Binazzi e altri furono gli esponenti dell'architettura radicale, presentano nel loro pensiero temi ancora attuali come il "monumento continuo" e la "supersuperficie".
Il massimo successo dei Superstudio avvenne nel 1972 quando parteciparono alla mostra al MOMA Italy New Domestic Landscape.
Insieme agli Archizoom Associati, Ettore Sottsass, il Gruppo 9999 e altri realizzano i laboratori didattici Global Tools con lo scopo di diffondere le idee portate avanti dal movimento dell'architettura radicale; i seminari dei Global Tools non avendo molto successo determinano nel 1973 la separazione dei gruppi e il termine delle ricerca progettuale dei Superstudio.

## Progetti
- Monumento continuo, 1969
- Le dodici città ideali, 1971
- Supersuperficie, 1971

## Mostre principali
- Superarchitettura (Pistoia 1966, Modena 1967)[1]
- Italy: the New Domestic Landscape (MoMA, New York 1972)[2]
- Architettura radicale e Immaginazione megastrutturale (Biennale di Venezia, 1978)
- Superstudio (1966-1982): storie, figure, architetture (Galleria dell'Accademia, Firenze 1982)
- Super Superstudio (PAC, Milano 2015)
- Superstudio 50 (MAXXI, Roma 2016)[3]